# Богучанский алюминиевый завод
Богучанский алюминиевый завод — предприятие цветной металлургии в посёлке Таёжный Богучанского района Красноярского края России. Строительство ведётся в рамках Богучанского энерго-металлургического объединения (БЭМО), совместного проекта компании «РУСАЛ» и энергетической компании «РусГидро» (сторонам принадлежит по 50 % объединения).

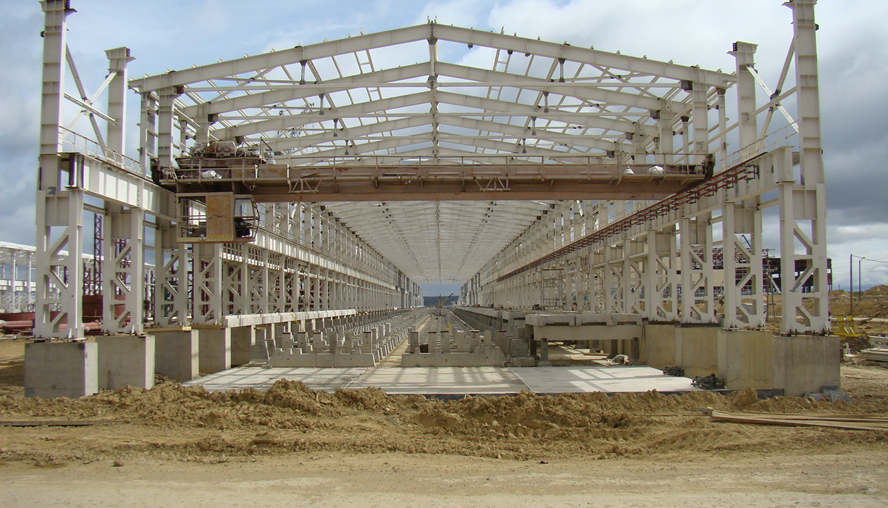
Строящийся цех электролиза № 1 Богучанского алюминиевого завода в Красноярском крае, Россия.

Планируемая мощность предприятия — 588 тысяч тонн алюминия в год; энергетическая база — построенная Богучанская ГЭС. Предприятие будет оснащено электролизёрами РА-300 и четырьмя установками сухой газоочистки, вследствие чего ожидается, что объём вредных выбросов будет минимален.
БоАЗ будет состоять из двух серий производительностью около 296 тысяч тонн алюминия в год каждая. Каждая серия включает в себя два производственных корпуса. Всего на БоАЗе будет установлено 672 электролизера. Также предусмотрены четыре газоочистки, использование замкнутой системы очистки воды, которая будет впервые в России использоваться на алюминиевом производстве. На заводе планируется установить оборудование производителей из Канады, Франции, Австралии и Германии. В ходе строительства БоАЗа в Сибири, как ожидается, будет создано около 3,5 тысяч новых рабочих мест.
Объём инвестиций в проект, как ожидается, составит около 33 миллиардов рублей, из которых 21,9 миллиардов — кредитная линия, открытая государственным Внешэкономбанком. Пуск завода планировался на 2012 год, затем был перенесён на 2015 год. 11 ноября 2015 года губернатор Красноярского края Виктор Толоконский сообщил, что Богучанский алюминиевый завод стал выдавать первую продукцию. Позднее в РУСАЛе подтвердили, что в 2015 году в пусконаладочном режиме запущена первая очередь предприятия мощностью 147 тысяч тонн алюминия в год. По данным ОАО «РЖД», в первом квартале 2016 года алюминий с БоАЗ начал отправляться на экспорт.
Первую очередь производства запустили в эксплуатацию в 2016 году.